# Notosphaeridion scabrosum
Notosphaeridion scabrosum là một loài bọ cánh cứng trong họ Cerambycidae.